# 滿洲國立法院
立法院為滿洲國法律上的立法機關，不過因為未實施立法院議員選舉之故，並未正式設立。

## 概要
立法院採用一院制，並根據《組織法》第5條“皇帝依據立法院之決議行使立法權”行事。權限相似於日本的帝國議會。
不過組織法第16條亦規定“立法院的組織依據其他法律所定而行”，於正式開設前先於立法院設置秘書廳，立法院院長並由趙欣伯擔任。
之後隨著定立《滿洲國憲法》的風潮退去，直到最後都未起過議會之機能，其作用實際上僅限於正式批准滿洲國國務院的決定。

## 首長

### 院長
|   |  | 姓名   | 姓名 | 在任期間                      | 政黨   |
| - |  | ------ | ---- | ----------------------------- | ------ |
| 1 |  | 趙欣伯 |      | 1932年3月10日 —1934年10月30日 | 協和會 |

### 秘書廳秘書長
1934年10月後，立法院首長為祕書廳秘書長。
|   |  | 姓名   | 姓名 | 在任期間                  | 政黨 |
| - |  | ------ | ---- | ------------------------- | ---- |
| 2 |  | 劉恩格 |      | 1932年10月 —1945年8月18日 | 待查 |